# Audi Q8 e-tron
Audi e-tron este un crossover de clasă medie de lux electric cu baterii, produs de Audi din 2019. E-tron a fost dezvăluit ca un concept la Salonul Auto de la Frankfurt din 2015. Versiunea finală de serie a fost prezentată la San Francisco pe 17 septembrie 2018, și a debutat public la Salonul Auto de la Paris din 2018, primele livrări având loc în mai 2019. Este prima mașină electrică de producție în masă a companiei.
Varianta Sportback a intrat în producție în 2020.